# Musée national de Niue
Le Musée national, plus connu sous le nom de Musée Taoga Niue, est un musée situé à Alofi sur l'île de Niue.

## Historique et description
Le petit musée conserve des objets ayant une importance culturelle et historique locale et ils sont particulièrement impressionnants si l'on considère qu'une grande partie de la collection d'origine a été anéantie par le cyclone Heta de 2004. Les objets récupérés, livres, objets d'artisanat et photographies permettent de mieux comprendre l'histoire de l'île, son implication surprenante dans la Première Guerre mondiale (lorsque 150 habitants ont combattu en Europe aux côtés des troupes néo-zélandaises) et ses arts et son artisanat traditionnels produits par ses habitants. Le musée est ouvert du lundi au vendredi de 9h à 15h.
Un projet est en cours pour construire une installation destinée à abriter et exposer les trésors de Niue et permettre aux populations d'en apprendre davantage sur leur identité, leur culture et leurs valeurs.